# Hamburger Stadtpark

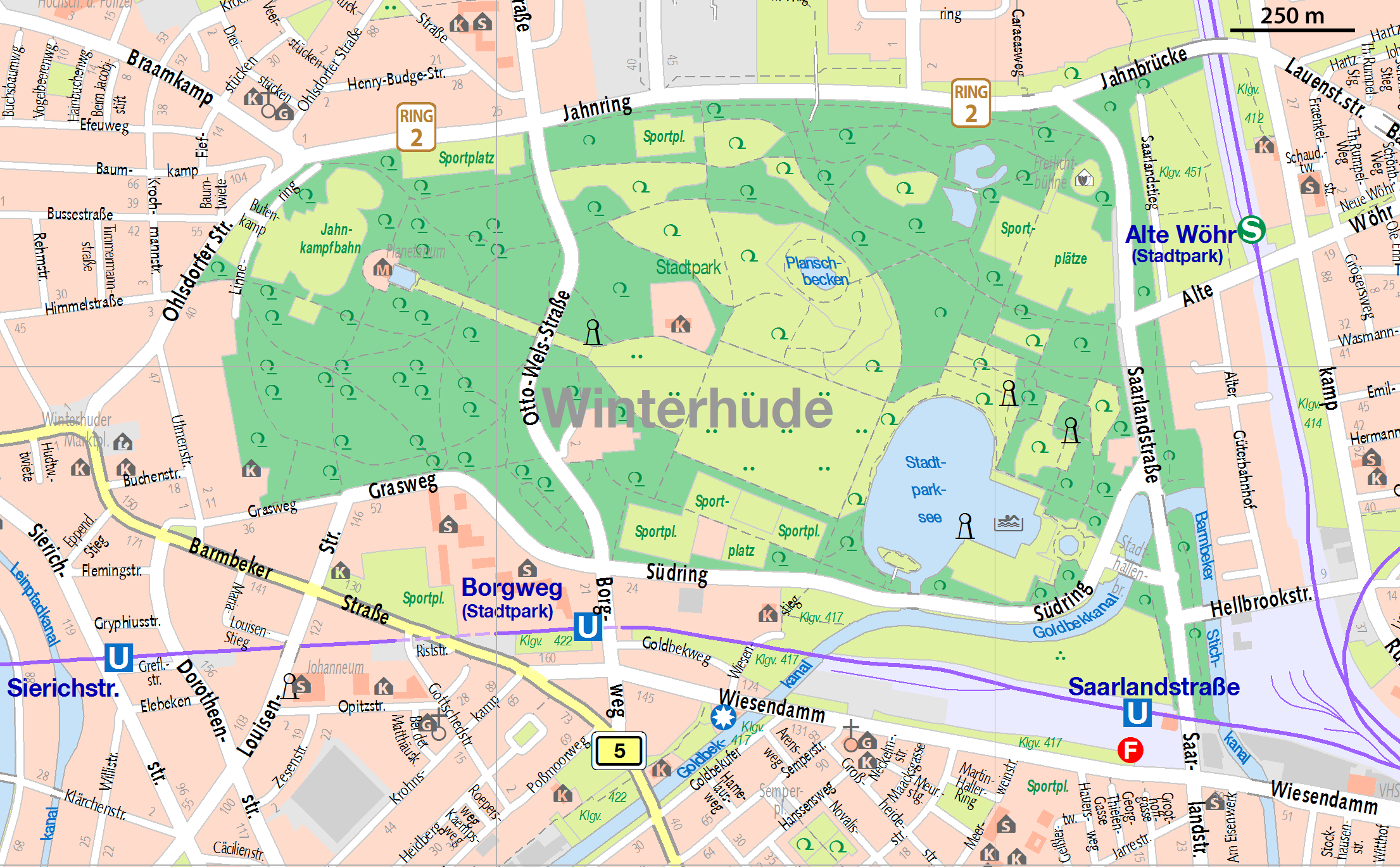
Übersichtskarte

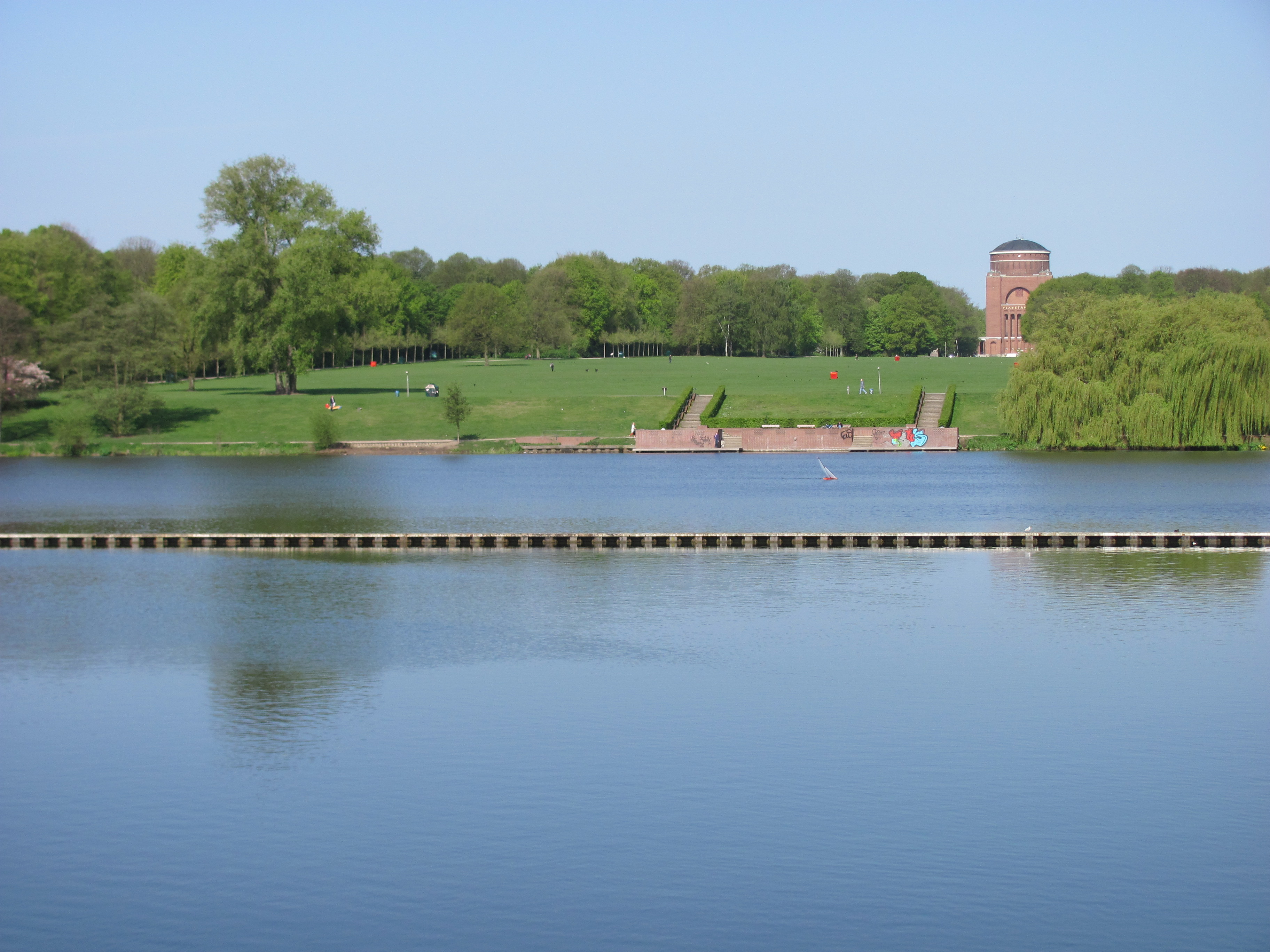
Stadtparksee und Festwiese

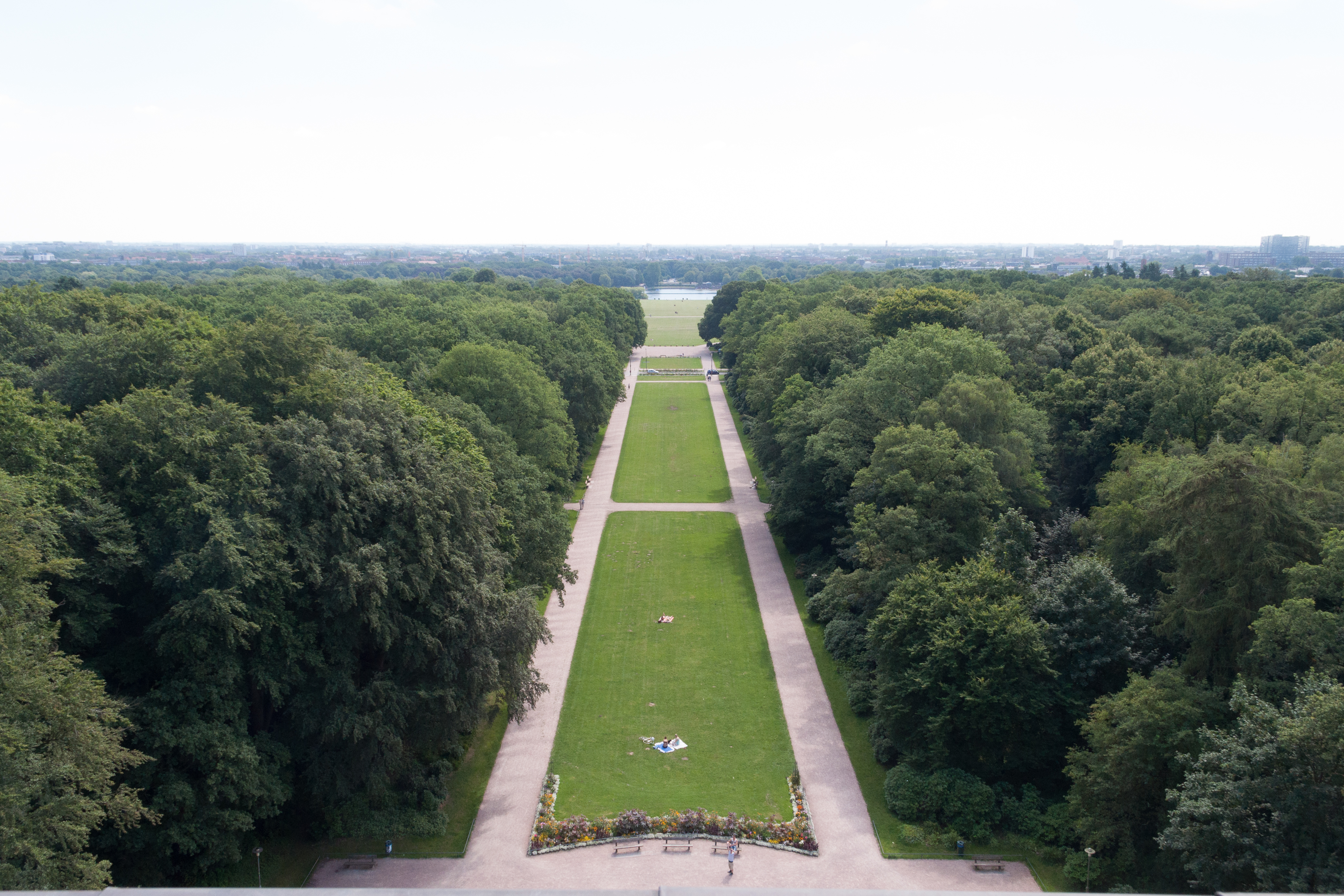
Blick vom Planetarium

Der Stadtpark Hamburg ist ein 148 Hektar großer öffentlicher Park im Stadtteil Winterhude im Bezirk Hamburg-Nord in Hamburg. Der 1914 eröffnete Park gilt als bedeutendes Beispiel für die Wandlung des deutschen Garten- und Landschaftsbaues vom Volksgarten zum Volkspark.

## Geschichte

### Entstehung
Während der Industrialisierung im 19. Jahrhundert war Hamburg stark gewachsen und viele Grünflächen innerhalb der Stadt waren bebaut worden. Daher beschlossen Senat und Bürgerschaft 1901 als Ausgleich den Ankauf des sogenannten Sierichschen Gehölzes und angrenzender Flächen und deren Ausbau zu einem Stadtpark. Eine Senatskommission wurde eingesetzt und 1908 ein öffentlicher Gestaltungswettbewerb durchgeführt, der aber kein zustimmungsfähiges Konzept erbrachte. Im Januar 1909 legte der Oberingenieur Ferdinand Sperber im Auftrag des Senates zwei Projekte vor, die – in Anlehnung an Ergebnisse des Wettbewerbs – eine landschaftlich-malerische und eine streng geometrische Variante darstellten. Im Juni 1909 wurde Professor Fritz Schumacher zum Leiter des Hochbauamtes berufen und im Januar 1910 der Bürgerschaft ein von Schumacher und Sperber, auf der Grundlage eines Entwurfs von Alfred Lichtwark aus dem Jahr 1908, gemeinsam entwickelter Entwurf vorgelegt. Vier Jahre später konnte der Park eröffnet werden, bis zur Fertigstellung vergingen aber noch weitere vierzehn Jahre. Die Durchführung der Garten- und Landschaftsarbeiten lag dabei ab 1918 maßgeblich in der Hand von Hamburgs erstem Gartenbaudirektor Otto Linne.

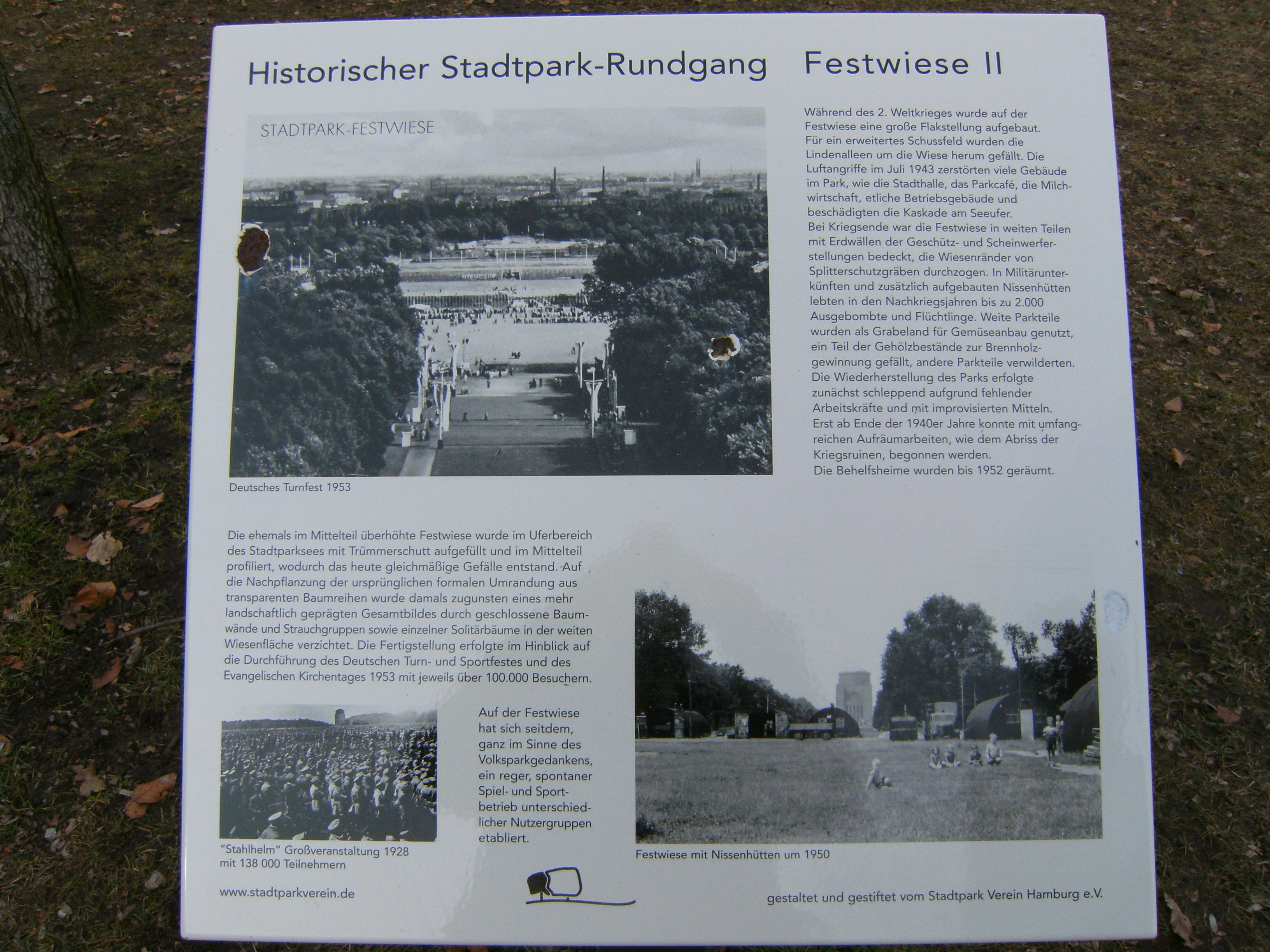
Umnutzung der Stadtparkwiese

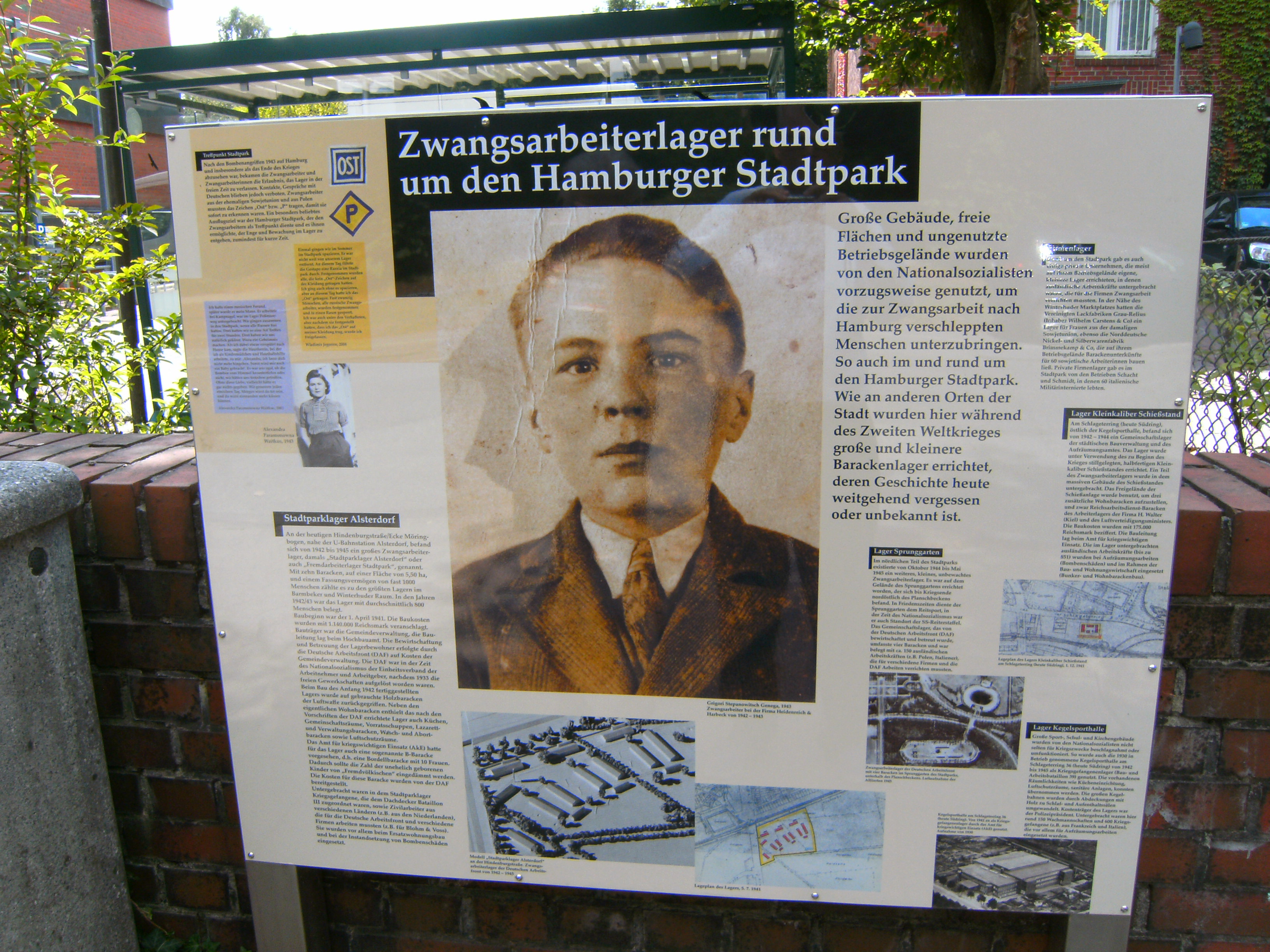
Hinweistafel am Südring 38 auf Zwangsarbeitslager rund um den Hamburger Stadtpark

### Umnutzung im Zweiten Weltkrieg
Im Zweiten Weltkrieg wurden im Stadtpark mindestens drei Flakstellungen mit Richtscheinwerfern aufgebaut. Rund um und im Stadtpark gab es mehrere Barackenlager für Zwangsarbeiter, die in den umliegenden Unternehmen eingesetzt waren. Die meisten Gebäude des Stadtparks (u. a. die Stadthalle) wurden durch Bombenangriffe zerstört. In den harten Nachkriegswintern (insbesondere im Hungerwinter 1946/47) wurden Bäume gefällt, um das Holz zu verheizen. Für ausgebombte Einwohner wurden Nissenhütten zur Verfügung gestellt und einige Selbstversorger bauten im Park Gemüse an.

### Gestaltung nach dem Zweiten Weltkrieg

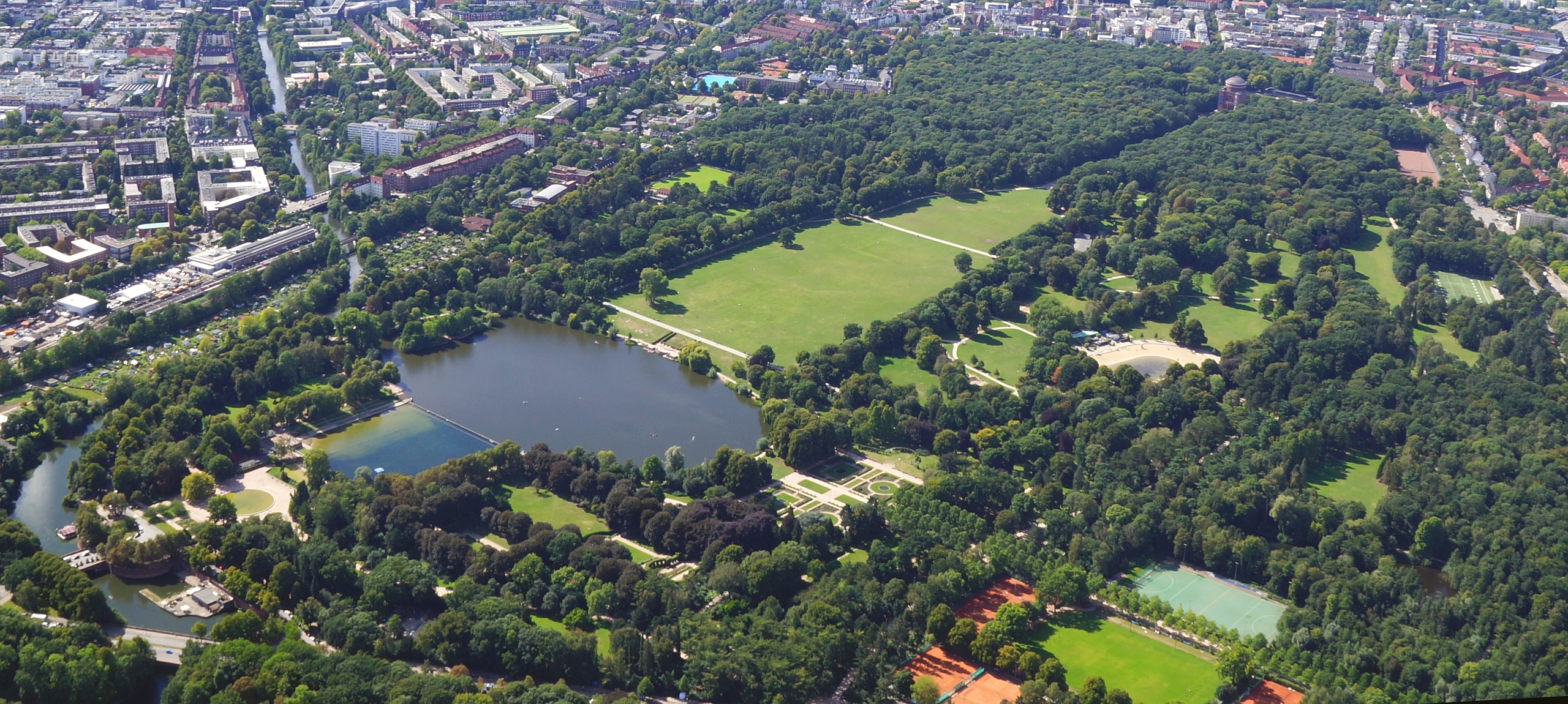
Luftbild Hamburger Stadtpark vom großen See über Festwiese bis Planetarium

Nach dem Krieg gab es auf der Festwiese bis 1952 Notunterkünfte. Einige Bereiche des Stadtparks wurden umgestaltet, die Reit- und Parkstraßen zurückgebaut, auf einen Wiederaufbau der zerstörten Gebäude wurde verzichtet. Bis zur Verabschiedung des Parkpflegewerkes für den Stadtpark 1995, das Leitlinien für die Pflege und Entwicklung des Parks enthält, wurden im Wesentlichen nur Instandhaltungsmaßnahmen durchgeführt. Mit dem Parkpflegewerk wurden nach und nach historische Achsen und Bezüge wiederhergestellt, u. a. die Ulmen-Einfassung der großen Festwiese. 2001 gründete sich zur Pflege und Entwicklung des Parks der Stadtparkverein e. V.

## Bestandteile des Stadtparks

### Sierichsches Gehölz
Das Sierichsche Gehölz war der Privatforst von Adolph Sierich und wurde von seinen Erben 1901 an die Stadt verkauft. Es umfasst 35 Hektar, die überwiegend mit langsam wachsenden, lichtbedürftigen Eichen bepflanzt sind. Das Sierichsche Gehölz war der Grundstock für den Stadtpark. Es liegt rund um das Planetarium westlich der früheren Hindenburgstraße (seit 2013 Otto-Wels-Straße), die den Stadtpark von Süd nach Nord durchzieht. Im Jahr 2008 wurden in diesem Areal 300 Bäume (Ahorn, Spätblühende Traubenkirsche) gefällt. Als Ersatz wurden 1000 Eichen, Buchen, Ulmen und Linden nachgepflanzt.

### Bauwerke

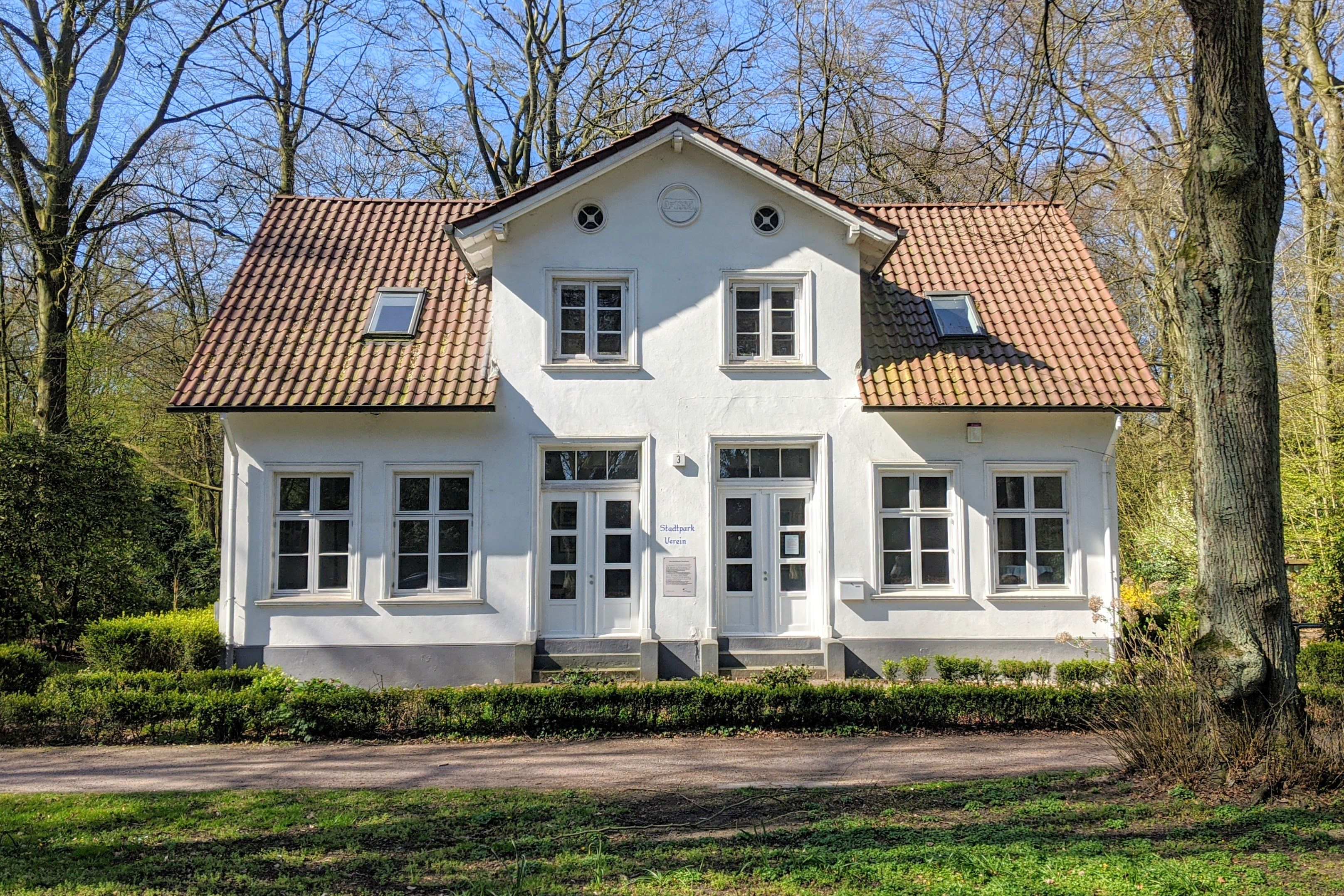
Das Sierichsche Forsthaus wurde 1885 für den Jagdaufseher von Adolph Sierich errichtet.

Das Sierichsche Forsthaus aus dem Jahr 1885 ist denkmalgeschützt und liegt an der Otto-Wels-Straße 3. Es ist Sitz des Stadtpark Verein Hamburg e. V. und Informations- und Kommunikationszentrum.
Die von Schumacher konzipierten Gebäude sind in Backsteinbauweise ausgeführt. Die ursprüngliche bauliche Strukturierung hat stark unter den Folgen der Bombardierungen im Zweiten Weltkrieg gelitten. Schumacher hatte die ost-westliche Hauptachse durch eine große Stadthalle im Osten, die den Haupteingang bildete, abgeschlossen. Der Bau, erst 1924 fertiggestellt, hatte einen dreiteiligen Saalbau; südlich davon lagen die Gebäude des Stadtbades.
Trotz der Luftangriffe blieben einige Backsteinbauten erhalten: die Trinkhalle Otto-Wels-Straße Ecke Südring und das Landhaus Walter an der Otto-Wels-Straße zwischen Südring und Jahnring. Die Trinkhalle, in der zunächst Heilwasser ausgeschenkt wurde, ist 2013 zum Café umgewidmet worden.
Das westliche Ufer des Stadtparksees hatte ein sechs Meter hohes Kaskadenbauwerk, das den Höhenunterschied zwischen der Liegewiese und dem See architektonisch fasste. Es wurde 1952 abgerissen und ist noch in Teilen erhalten.

### Wahrzeichen: Planetarium
Am westlichen Ende der Ost-West-Achse steht der 1912 bis 1915 unter Fritz Schumacher nach einem Entwurf von Oskar Menzel erbaute Wasserturm (siehe Wasserturm Hamburg-Winterhude), der 1930 zum Planetarium Hamburg umgebaut wurde.

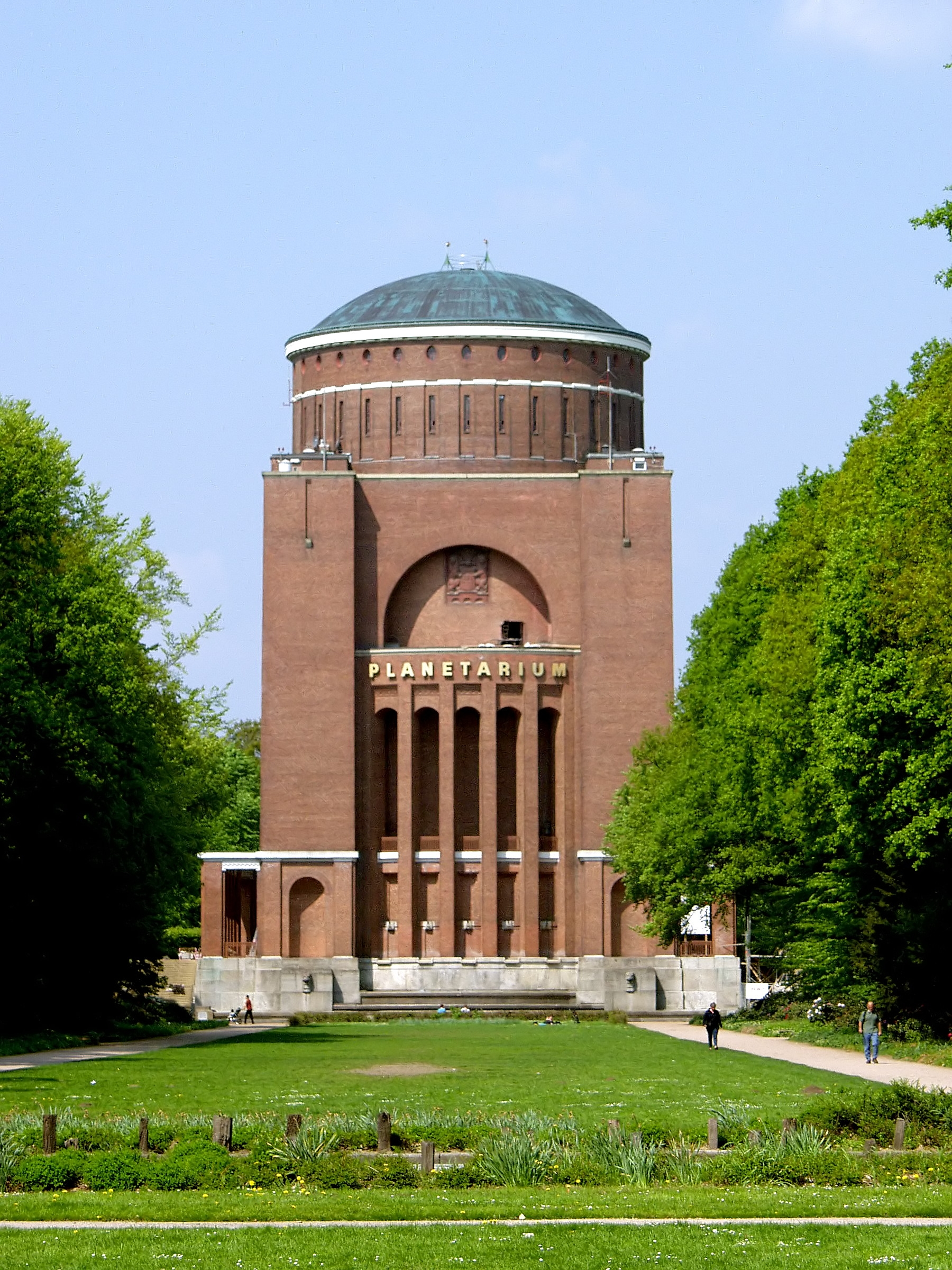
Planetarium (2003)
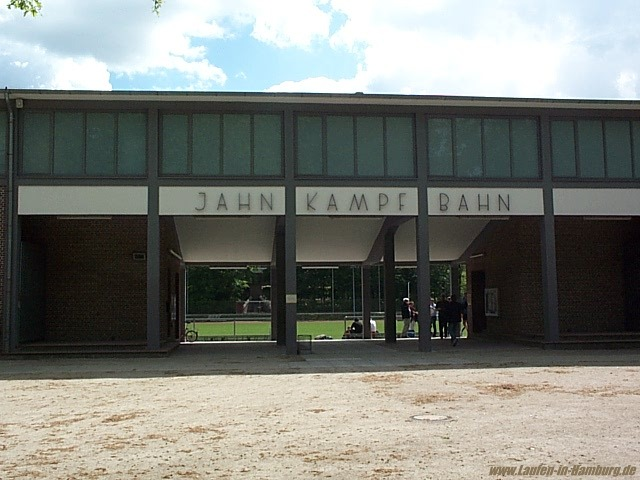
Eingang zur Jahnkampfbahn (2004)
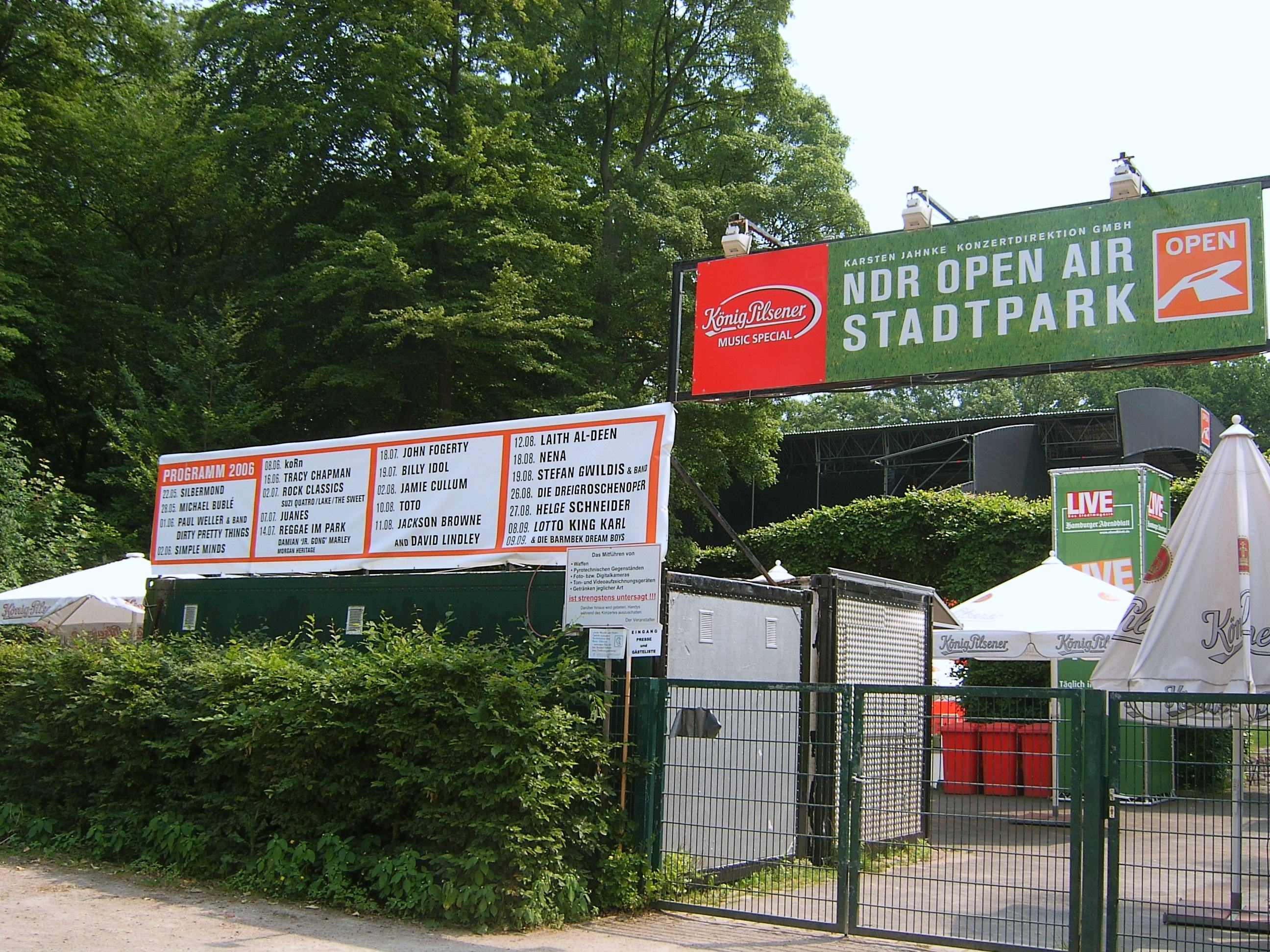
Eingang zur Open-Air-Bühne
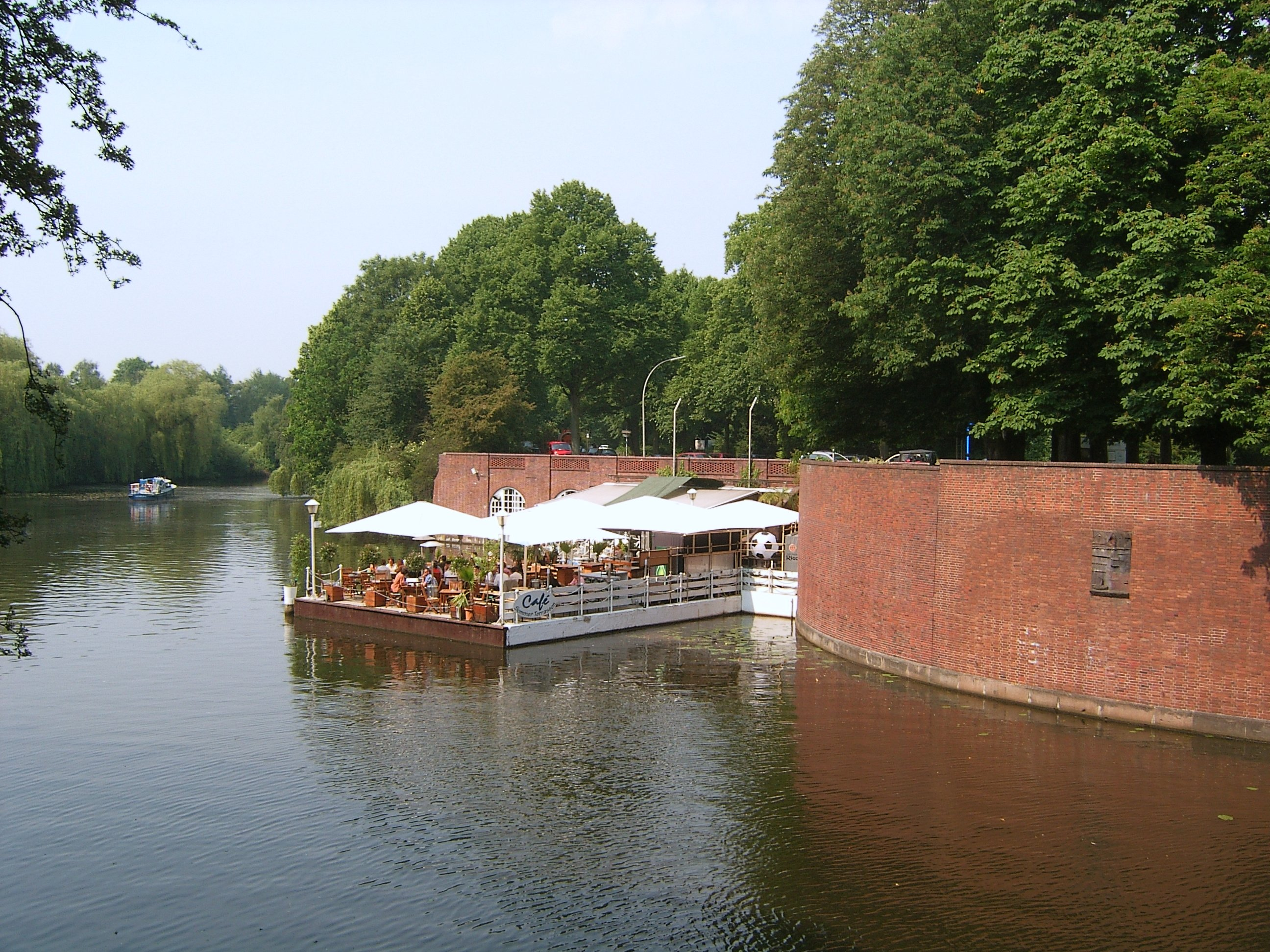
Café Sommerterrassen am Goldbekkanal
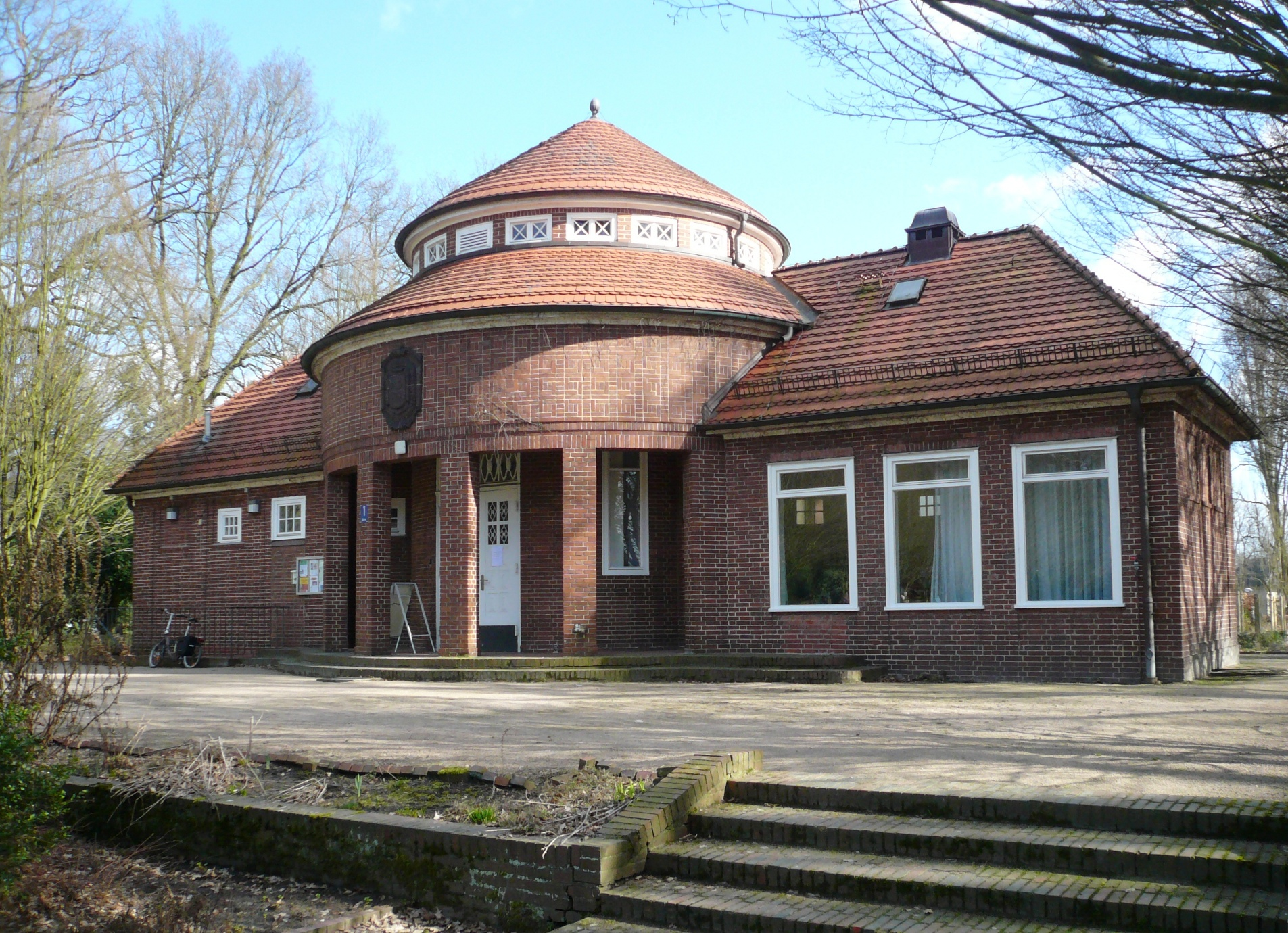
Trinkhalle
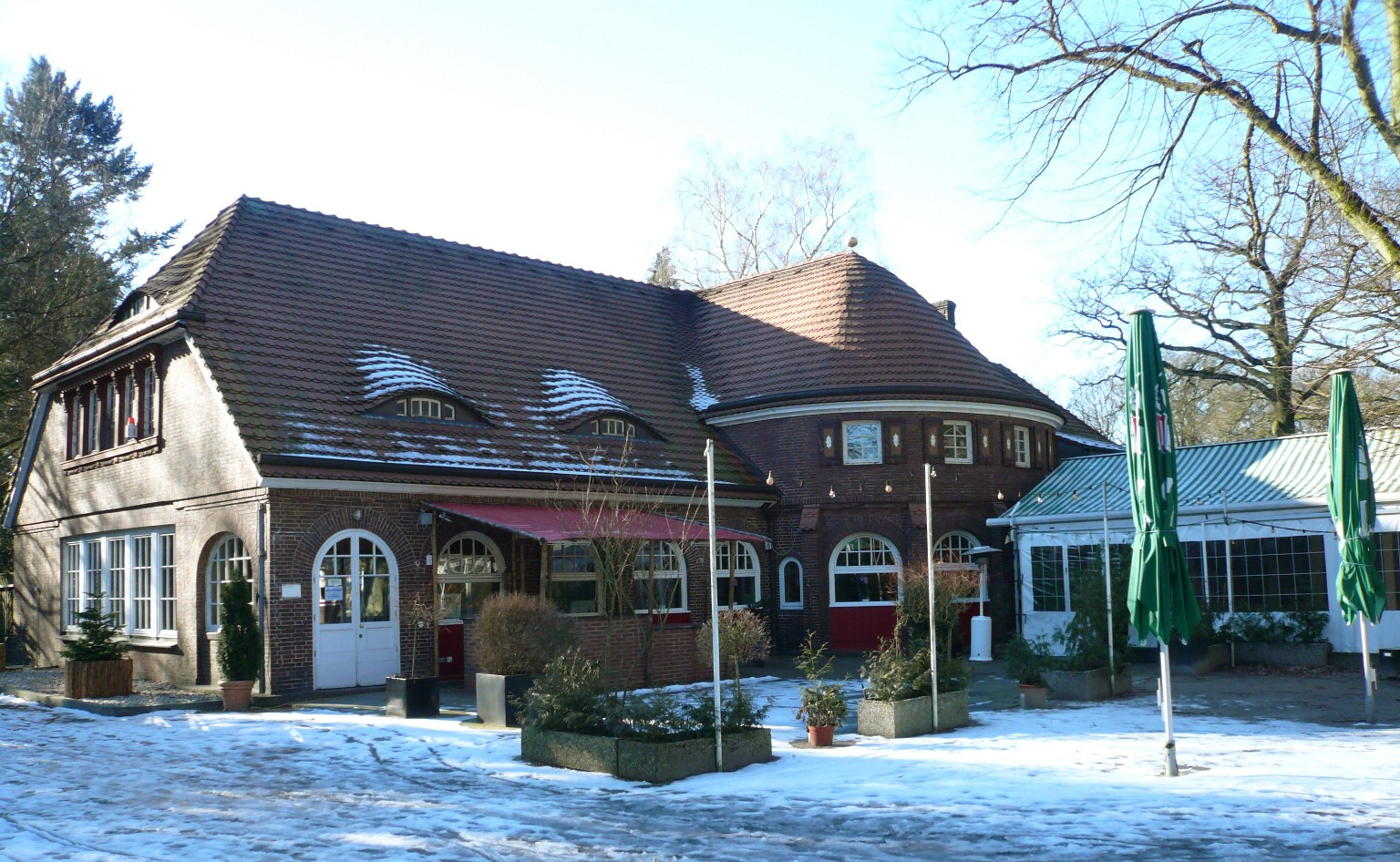
Landhaus Walter

### Kunstwerke

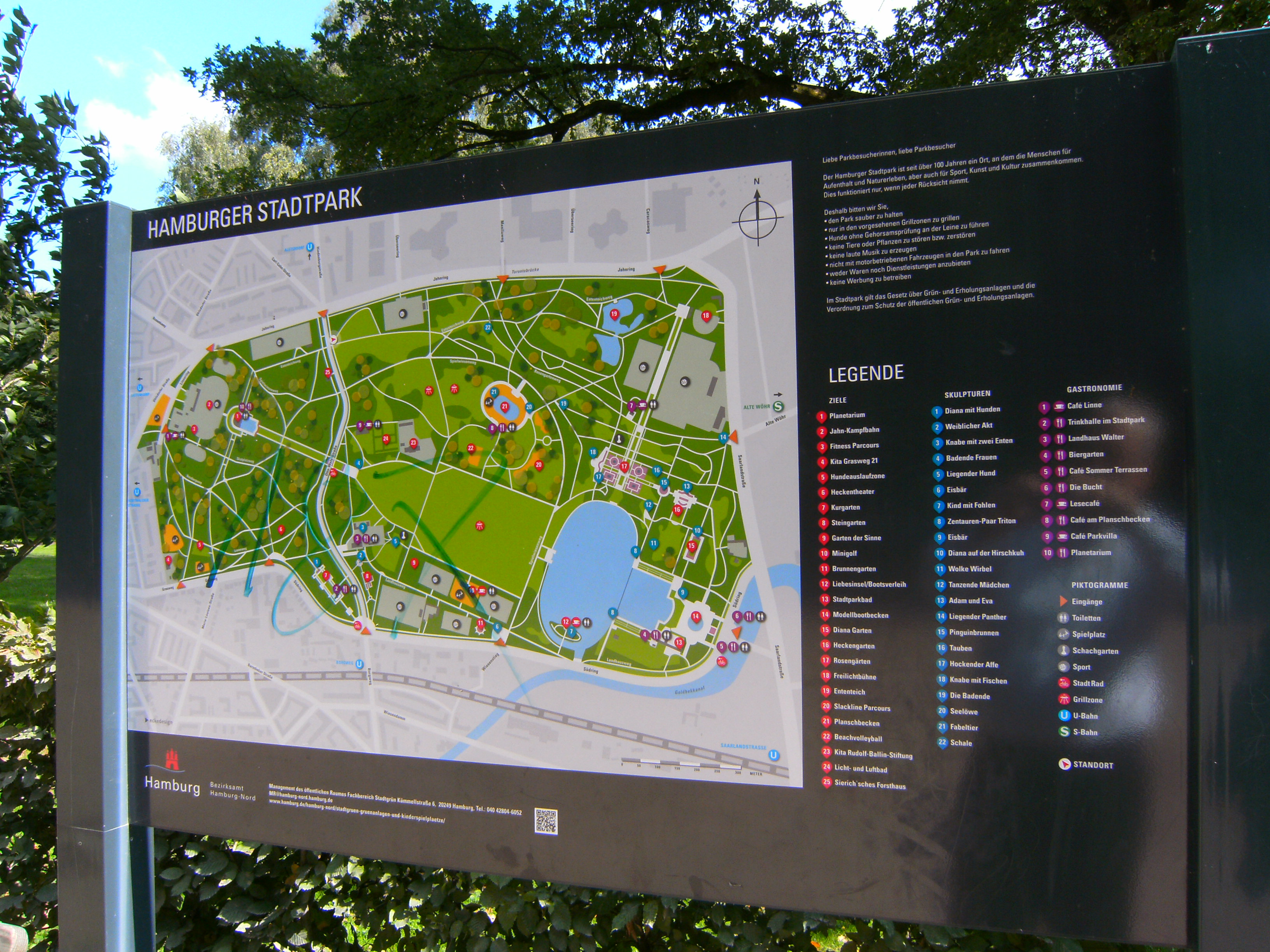
Standort der Skulpturen im Hamburger Stadtpark durch blaue Punkte auf der Übersichtskarte

Der frühere Direktor der Hamburger Kunsthalle, Alfred Lichtwark setzte sich für die Kunst im Stadtpark ein. Er wollte Skulpturen einer breiteren Öffentlichkeit zugänglich machen. Die Auflistung der Skulpturen im Stadtpark durch die Umweltbehörde umfasst 23 Kunstwerke (Stand 2019). Drei davon wurden nach dem Zweiten Weltkrieg angeschafft.
Darunter befinden sich am Kinder-Planschbecken die Replik der abstrakten Skulptur „Wasserspeier“ (volkstümlich: Fabeltier) des verfemten Bildhauers Richard Haizmann, die 1930 am Kinderspielplatz Humboldtstraße in Barmbek aufgestellt wurde, in der Ausstellung „Entartete Kunst“ gezeigt und danach eingeschmolzen wurde.
Den Beginn der Achse von der Hindenburgstraße zum Stadtparksee flankieren links und rechts je eine Muschelkalkskulptur einer gebeugten Frau. Dieses Gesamtwerk von 1927 von Georg Kolbe heißt „Badende Frauen (Paar)“ und wurde vom Stifter Henry Budge 1926/1927 in Auftrag gegeben.
Am Beckenrand des Pinguinbrunnens befinden sich die Pinguine aus dem Jahr 1912 von August Gaul.
Nicht mehr existente Kunstwerke sind dunkel unterlegt.
| Foto                                               | Name                                   | Künstler                 | Jahr | Beschreibung, Lage |
| -------------------------------------------------- | -------------------------------------- | ------------------------ | ---- | --- |
| Ludwig Wilhelm Wichmann: Liegender Hund            | Liegender Hund                         | Ludwig Wilhelm Wichmann  | 1864 | Bronze; Grabdekoration des Oberalten Johann Martens auf dem ehemaligen St.-Nikolai-Friedhof am Dammtor; nach Auflösung des Friedhofs in den 1930er Jahren in den Stadtpark versetzt; ursprünglich an einem Spielplatz gestanden (53° 35′ 38″ N, 10° 1′ 2″ O) |
| Georg Wrba: Diana auf der Hirschkuh                | Diana auf der Hirschkuh                | Georg Wrba               | 1910 | Bronze (53° 35′ 38″ N, 10° 1′ 47″ O) |
| Arthur Bock: Diana mit Hunden                      | Diana mit Hunden                       | Arthur Bock              | 1911 | Bronze (53° 35′ 36″ N, 10° 0′ 47″ O) |
| Hugo Lederer: Heinrich Heine                       | Heinrich-Heine-Denkmal                 | Hugo Lederer             | 1913 | Bronze; 1926 im Stadtpark aufgestellt. (53° 35′ 53″ N, 10° 1′ 21″ O) Wurde im August 1933 vom nationalsozialistischen Senat demontiert und später für die Rüstungsindustrie eingeschmolzen. Zwischen dem Denkmal und der Schale von Hugo Lederer (s. u.) befand sich bis ca. 1950 eine von Fritz Schumacher entworfene, unvollendet gebliebene Gartenanlage. Seit 1982 steht eine Neuschöpfung von Waldemar Otto auf dem Rathausmarkt |
| Schale                                             | Schale                                 | Hugo Lederer             | 1912 | Kunststein, 1930 dem Stadtpark gestiftet von George Simon (53° 35′ 55″ N, 10° 1′ 17″ O) |
| Elena Luksch-Makowsky: Frauenschicksal             | Frauenschicksal (Replik)               | Elena Luksch-Makowsky    | 1911 | Stein; als Zweitexemplar 1913 vom Stadtpark-Verein erworben; wegen des Ersten Weltkriegs erst 1919 ausgeliefert; 1919–1926 in der Hamburger Kunsthalle zwischengelagert; 1982 vom Sockel gestoßen und anschließend in die Kunsthalle überführt; Replik von 2019 (53° 35′ 36″ N, 10° 1′ 48″ O) |
| August Gaul: Pinguine (am Pinguinbrunnen)          | Pinguine (Nachbildung)                 | August Gaul              | 1912 | Bronze; sechs Einzeltiere; Teil des 1925 vollendeten Pinguinbrunnens (53° 35′ 42″ N, 10° 1′ 43″ O) |
| Georg Wrba: Zentauren Triton und Nereide (Triton)  | Zentauren Triton und Nereide (Triton)  | Georg Wrba               | 1912 | Bronze; bis in die 1930er Jahre an der Hafeneinfahrt des Stadtcafés; dann an ihren jetzigen Standort versetzt (53° 35′ 36″ N, 10° 1′ 38″ O) |
| Georg Wrba: Zentauren Triton und Nereide (Nereide) | Zentauren Triton und Nereide (Nereide) | Georg Wrba               | 1912 | Bronze; bis in die 1930er Jahre an der Hafeneinfahrt des Stadtcafés; dann an ihren jetzigen Standort versetzt (53° 35′ 32″ N, 10° 1′ 35″ O) |
| Wilhelm Rex: Knabe mit zwei Enten                  | Knabe mit zwei Enten                   | Wilhelm Rex              | 1916 | Stein (53° 35′ 39″ N, 10° 0′ 55″ O) |
| Oscar E. Ulmer: Knabe mit Fischen                  | Knabe mit Fischen                      | Oscar E. Ulmer           | 1925 | Bronze; in den 1970er Jahren gestohlen; später wiedergefunden, eingelagert und 2002 wieder aufgestellt. Der Knabe steht auf der Weltkugel. (53° 35′ 45″ N, 10° 1′ 33″ O) |
| Reinhold Begas: Die Badende                        | Die Badende                            | Reinhold Begas           | 1926 | Bronze; Original in der Hamburger Kunsthalle (53° 35′ 49″ N, 10° 1′ 28″ O) |
| Georg Kolbe: Badende Frau (südliche Figur)         | Badende Frau (südliche Figur)          | Georg Kolbe              | 1927 | Muschelkalk; zwei Figuren am oberen Ende der Festwiese. Geschenk von Emma Budge an die Stadt Hamburg anlässlich des 85. Geburtstages ihres Mannes Henry Budge (53° 35′ 44″ N, 10° 0′ 54″ O) |
| Georg Kolbe: Badende Frau (rechte Figur)           | Badende Frau (nördliche Figur)         | Georg Kolbe              | 1927 | Muschelkalk; zwei Figuren am oberen Ende der Festwiese (53° 35′ 45″ N, 10° 0′ 55″ O) |
| Hans Martin Ruwoldt: Liegender Panther             | Liegender Panther                      | Hans Martin Ruwoldt      | 1927 | Muschelkalk (53° 35′ 45″ N, 10° 1′ 52″ O) |
| Hans Waetke: Kind mit Fohlen, linke Figur          | Kind mit Fohlen (linke Figur)          | Hans Waetke              | 1927 | Muschelkalk; zwei Figuren, die Landestelle auf der Liebesinsel im Stadtparksee flankierend (53° 35′ 31″ N, 10° 1′ 29″ O) |
| Hans Waetke: Kind mit Fohlen, rechte Figur         | Kind mit Fohlen (rechte Figur)         | Hans Waetke              | 1927 | Muschelkalk; zwei Figuren, die Landestelle auf der Liebesinsel im Stadtparksee flankierend (53° 35′ 31″ N, 10° 1′ 28″ O) |
| Richard Kuöhl, Reh mit Kind 1928                   | Reh mit Kind                           | Richard Kuöhl            | 1923 | Plastik und Stele aus Keramik, nördliche Planschbecken-Bastion, gestiftet von August Riege 1923. Vermutlich mit Abbruch des Bastion nach 1945 zerstört. |
| Richard Haizmann: Wasserspeier                     | Wasserspeier oder Fabeltier (Replik)   | Richard Haizmann         | 1930 | Bronze; bis 1937 an einem Spielplatz an der Humboldtstraße (Hamburg-Barmbek-Süd); von den Nationalsozialisten zerstört; Replik von 1994 (53° 35′ 50″ N, 10° 1′ 18″ O) |
| Albert Wöbcke: Weiblicher Akt                      | Weiblicher Akt                         | Albert Wöbcke            | 1930 | Marmor (53° 35′ 37″ N, 10° 0′ 55″ O) |
| Stefan Albrecht: Weibliche Figur aus Eichenholz    | Weibliche Figur aus Eichenholz         | Stefan Albrecht (* 1962) | 2014 | Mit Unterstützung der Stiftung Denkmalpflege 2014 ermöglichte Nachschöpfung einer zerstörten, von Richard Kuöhl geschaffenen Bekrönung des von Fritz Schumacher 1929 entworfenen und vom damaligen Stadtparkverein gestifteten Rundpavillons am Südring Ecke Otto-Wels-Straße (53° 35′ 33″ N, 10° 0′ 57″ O) |
| Oscar E. Ulmer: Adam und Eva (Adam)                | Adam und Eva (Adam)                    | Oscar E. Ulmer           | 1933 | Marmor auf Ziegelsockel (53° 35′ 42″ N, 10° 1′ 45″ O) |
| Oscar E. Ulmer: Adam und Eva (Eva)                 | Adam und Eva (Eva)                     | Oscar E. Ulmer           | 1933 | Marmor auf Ziegelsockel (53° 35′ 42″ N, 10° 1′ 46″ O) |
| Karl Opfermann: Seelöwe                            | Seelöwe                                | Karl Opfermann           | 1934 | Stein; bis 1953 in Planten un Blomen, dann bei der Umgestaltung zur Internationalen Gartenbau-Ausstellung versetzt (53° 35′ 49″ N, 10° 1′ 23″ O) |
| Karl August Ohrt: Tanzende Mädchen                 | Tanzende Mädchen                       | Karl August Ohrt         | 1935 | Muschelkalk (53° 35′ 41″ N, 10° 1′ 40″ O) |
| Ludwig Kunstmann: Eisbär                           | Eisbär                                 | Ludwig Kunstmann         | 1935 | Stein. Der Bär stand ursprünglich (1935) am Wasserbecken von Planten un Blomen. (53° 35′ 34″ N, 10° 1′ 45″ O) |
| Hans Martin Ruwoldt: Eisbär                        | Eisbär                                 | Hans Martin Ruwoldt      | 1935 | Sandstein (53° 35′ 31″ N, 10° 1′ 18″ O) |
| Martin Irwahn: Tauben                              | Tauben                                 | Martin Irwahn            | 1950 | Muschelkalk (53° 35′ 43″ N, 10° 1′ 41″ O) |
| Hans Peter Feddersen: Hockender Affe               | Hockender Affe                         | Hans Peter Feddersen     | 1955 | Stein (53° 35′ 43″ N, 10° 1′ 34″ O) |
| Harald Worreschk: Wolke Wirbel                     | Wolke Wirbel                           | Harald Worreschk         | 1970 | Stein (53° 35′ 37″ N, 10° 1′ 41″ O) |

## Wege durch den Stadtpark
Der Stadtpark ist durch die U-Bahn-Stationen Borgweg (Stadtpark) und Saarlandstraße der Linie U 3 und die S-Bahn-Station Alte Wöhr (Stadtpark) der Linie S 1 durch den öffentlichen Nahverkehr erreichbar. Am nördlichen Rand des Parks sowie über die Otto-Wels-Straße (früher: Hindenburgstraße) verkehren Busse.

### Von der Saarlandstraße zum Planetarium
Diese Ost-West-Verbindung entlang der zentralen Blickachse beginnt beim Modellbootteich am Südring in der Nähe der U-Bahn-Station Saarlandstraße. Sie führt nördlich am Stadtparksee vorbei, tangiert die nördliche Seite der Festwiese. Nach Überquerung der Otto-Wels-Straße führt der Weg direkt auf das Planetarium zu und endet dort. Das anschließende separate eingezäunte Gelände der Jahnkampfbahn ist nur vom Linnéring aus zugänglich.

### Pilgerweg

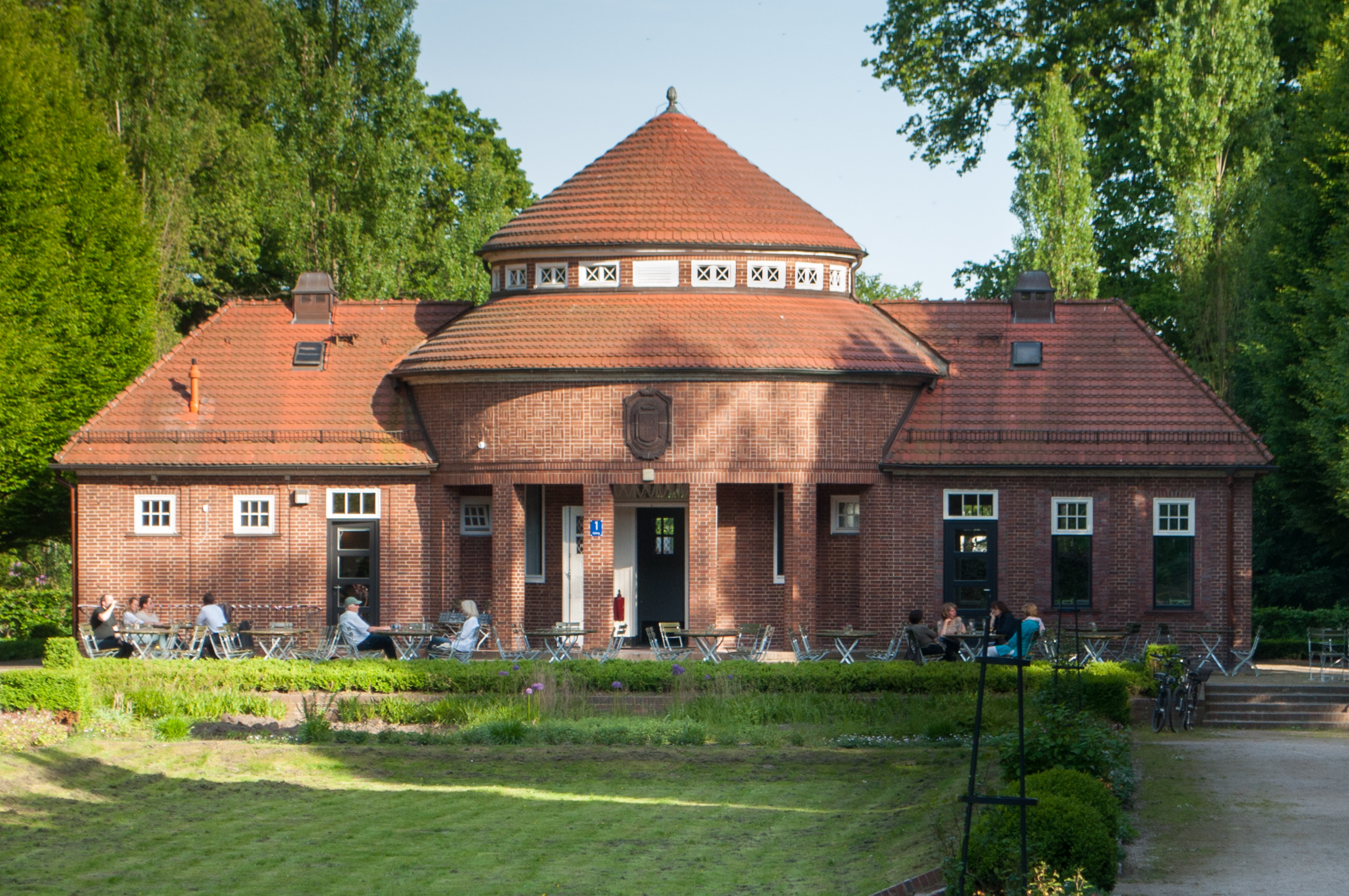
Gartenseite der Trinkhalle im Hamburger Stadtpark

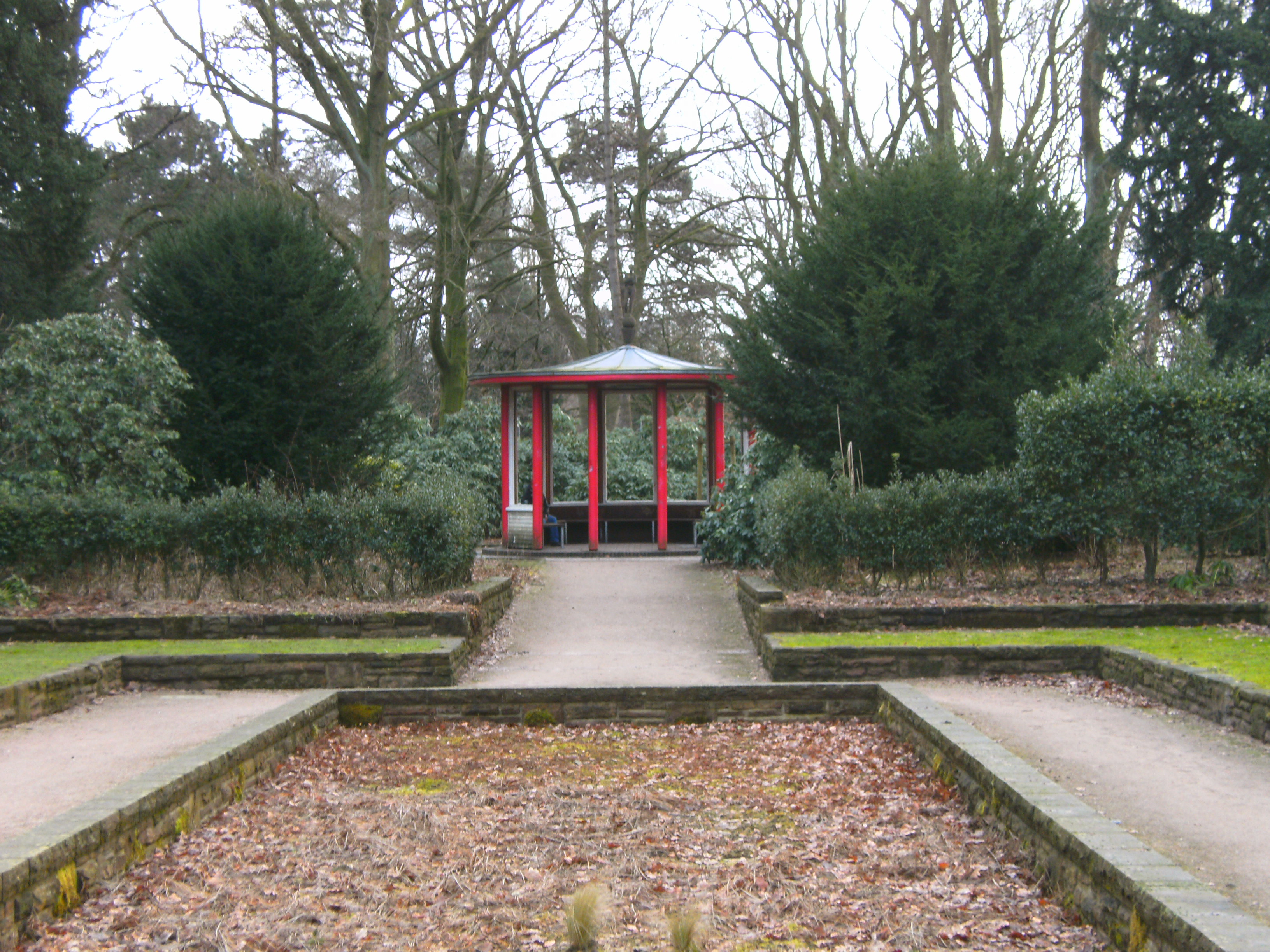
O’Swaldscher Pavillon am Südring Ecke Otto-Wels-Straße

Der Pilgerrundweg beginnt beim Café Trinkhalle am südlichen Ende der Otto-Wels-Straße in der Nähe der U-Bahn-Station Borgweg. Er verläuft im Uhrzeigersinn über 5,7 Kilometer zunächst quer durch das Sierichsche Gehölz zum Planetarium, dann parallel zum Jahnring bis zum Ententeich. Danach umrundet er den östlichen Teil des Stadtparks bis zum Stadtparksee. Von dort verläuft er südlich des Stadtparksees und südlich der Festwiese. Er endet beim O'Swaldschen Pavillon südlich vom Landhaus Walter.

### Baumlehrpfad

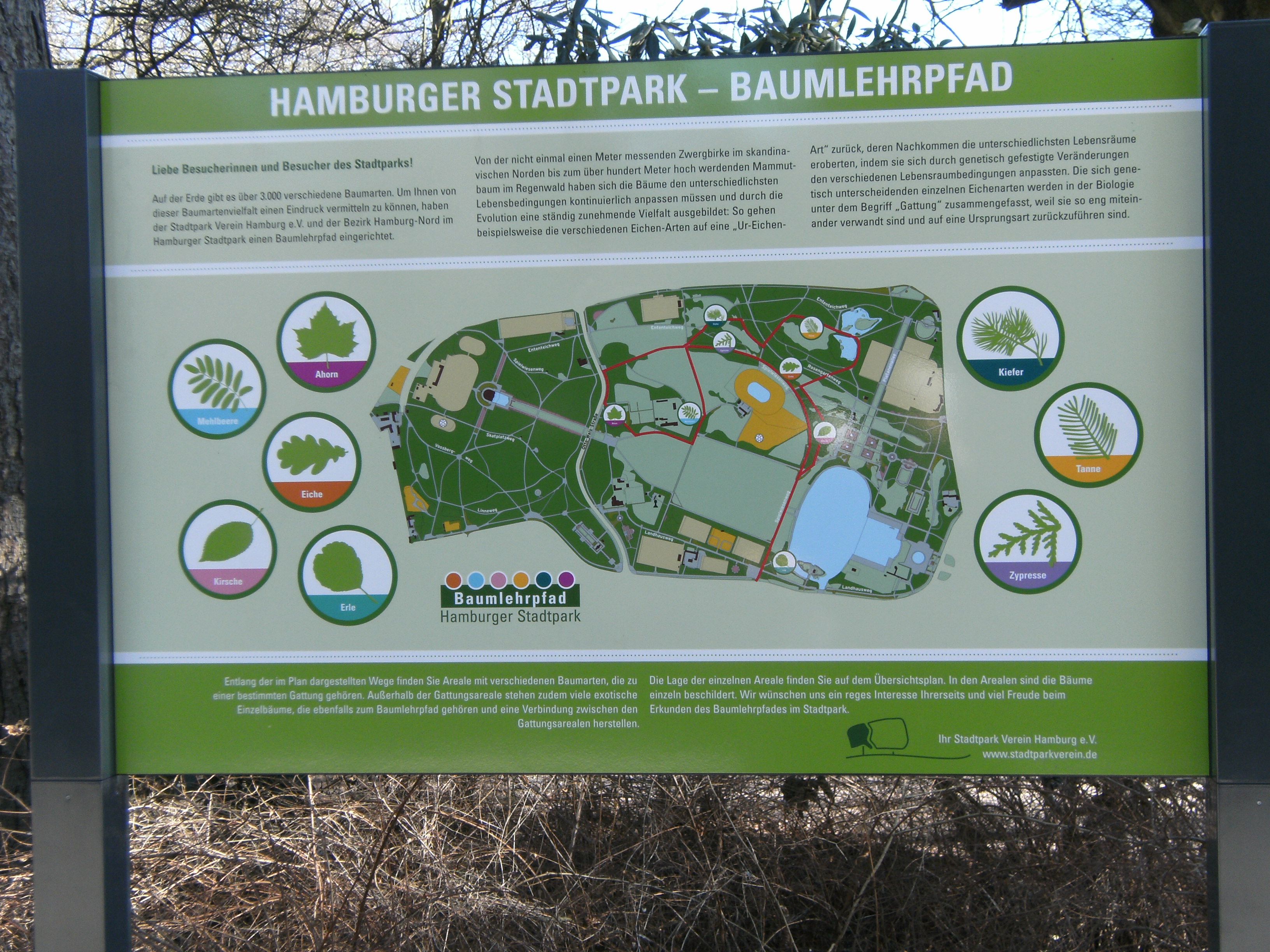
Infotafel zum Baumlehrpfad, Beginn am Spielwiesenweg (Südring gegenüber dem Wiesenstieg)

Der Baumlehrpfad beginnt am Spielwiesenweg (Südring gegenüber dem Wiesenstieg), führt nördlich um das Kinderplanschbecken, geht bis zur Otto-Wels-Straße und führt über den Ententeich zurück zum Südring. Entlang des Weges wird hingewiesen auf die dort wachsenden Baumgattungen von der Erle bis zur Kirsche.

## Freizeitnutzung

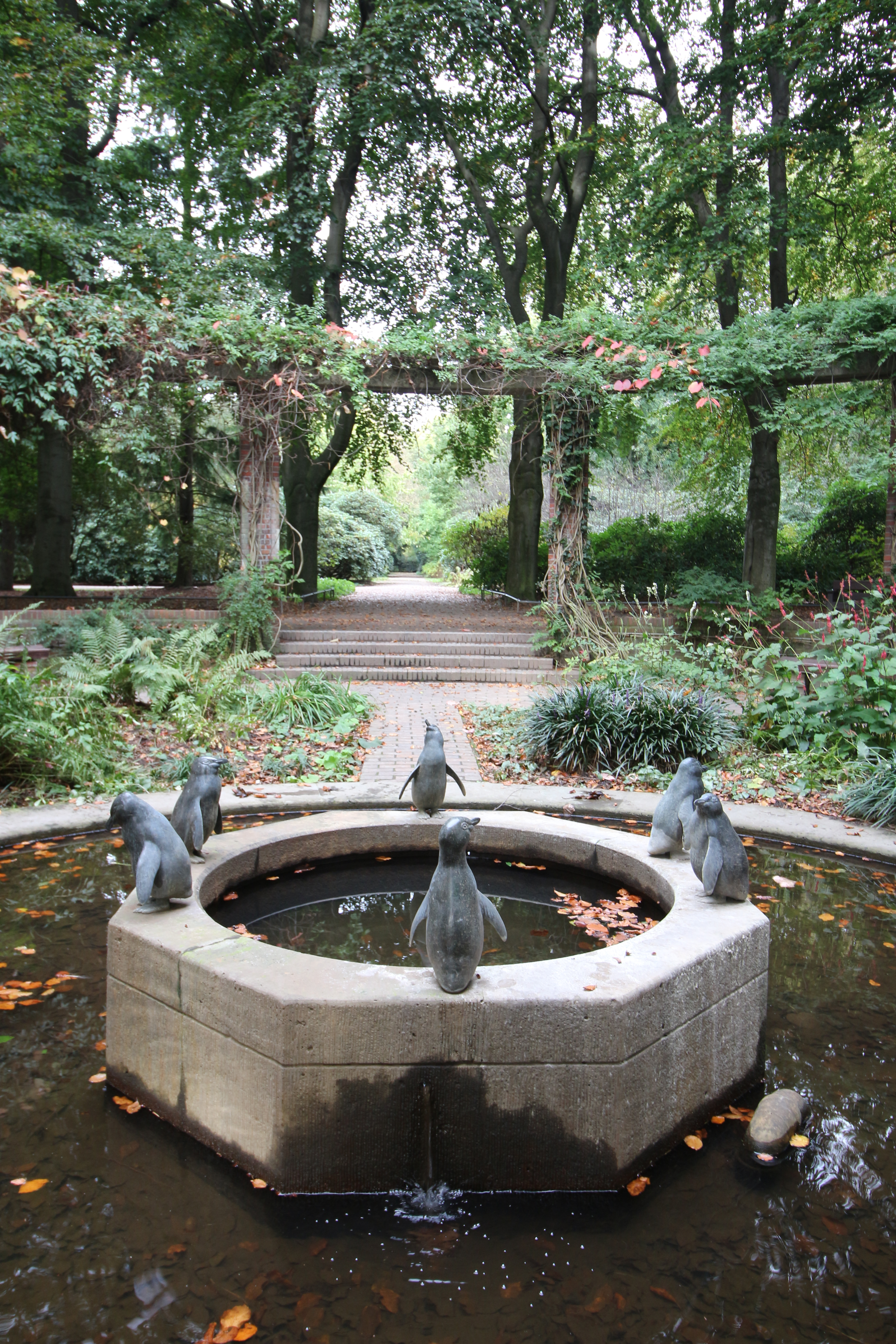
Pinguinbrunnen

### Natur und Gärten
Die Gehölze, Gebüsche und Uferböschungen beheimaten eine Vielzahl heimischer und zugewanderter Tier- und Pflanzenarten. Besonderheiten der 110 beobachteten Vogelarten sind Habicht, Sperber, Waldohreule, Waldlaubsänger, Sommergoldhähnchen und Haubenmeise. Im nordöstlichen Teil sind einige Eichhörnchen beheimatet. Rhododendren wurden für den Stadtpark in der Nachkriegszeit von einem Rhododendren-Züchter im Ammerland in Niedersachsen erworben, als dieser wegen der Hungersnot auf Gemüseanbau umstellen musste.
Als Sondergärten wurden von Otto Linne der Rosengarten am nördlichen Ufer des Stadtparksees und der Staudengarten südlich des Landhauses Walter angelegt. Weitere Gärten sind: der Heidegarten Hindenburgstraße Ecke Jahnring und der Rondellgarten am Südring Ecke Spielwiesenweg.
Weiher und Biotope (Ententeiche) befinden sich am Ententeichweg Ecke Platanenallee. Die Ententeiche werden durch eine Holzbrücke überspannt und geben Enten und Libellen einen Zufluchtsort.
Der Pinguinbrunnen ist ringförmig gemauert und wird von Buchen umrahmt. Der Eva-und-Adam-Garten mit den beiden Marmorskulpturen von Oscar Ulmer beim Pinguinbrunnen und der Diana-Garten nördlich des Schwimmbades mit der Skulptur Diana auf der Hirschkuh von Georg Wrba werden durch Hecken eingegrenzt.
Der Garten der Sinne befindet sich auf einem Gelände von einem Hektar zwischen Landhausweg und Festwiese. Ein Weg führt hindurch. Der Garten ist allen zugänglich. Behinderte sollen die Natur riechen, hören und fühlen. Für Rollstuhlfahrer ist der Weg befahrbar und für Sehbehinderte seitlich an Begrenzungen ertastbar.

### Spielplätze und Spielstätten

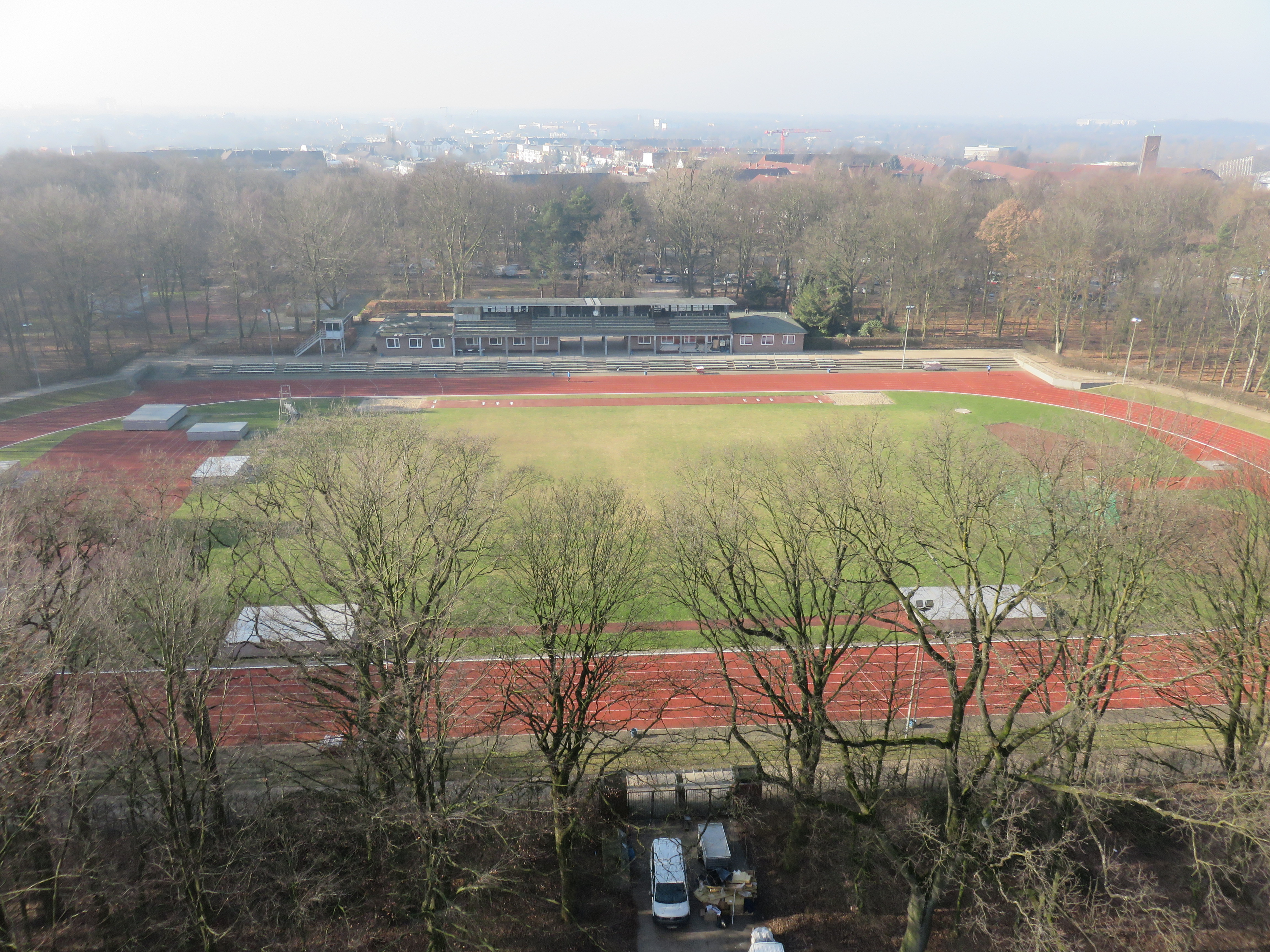
Jahnkampfbahn, Blick von der Aussichtsplattform des Planetariums

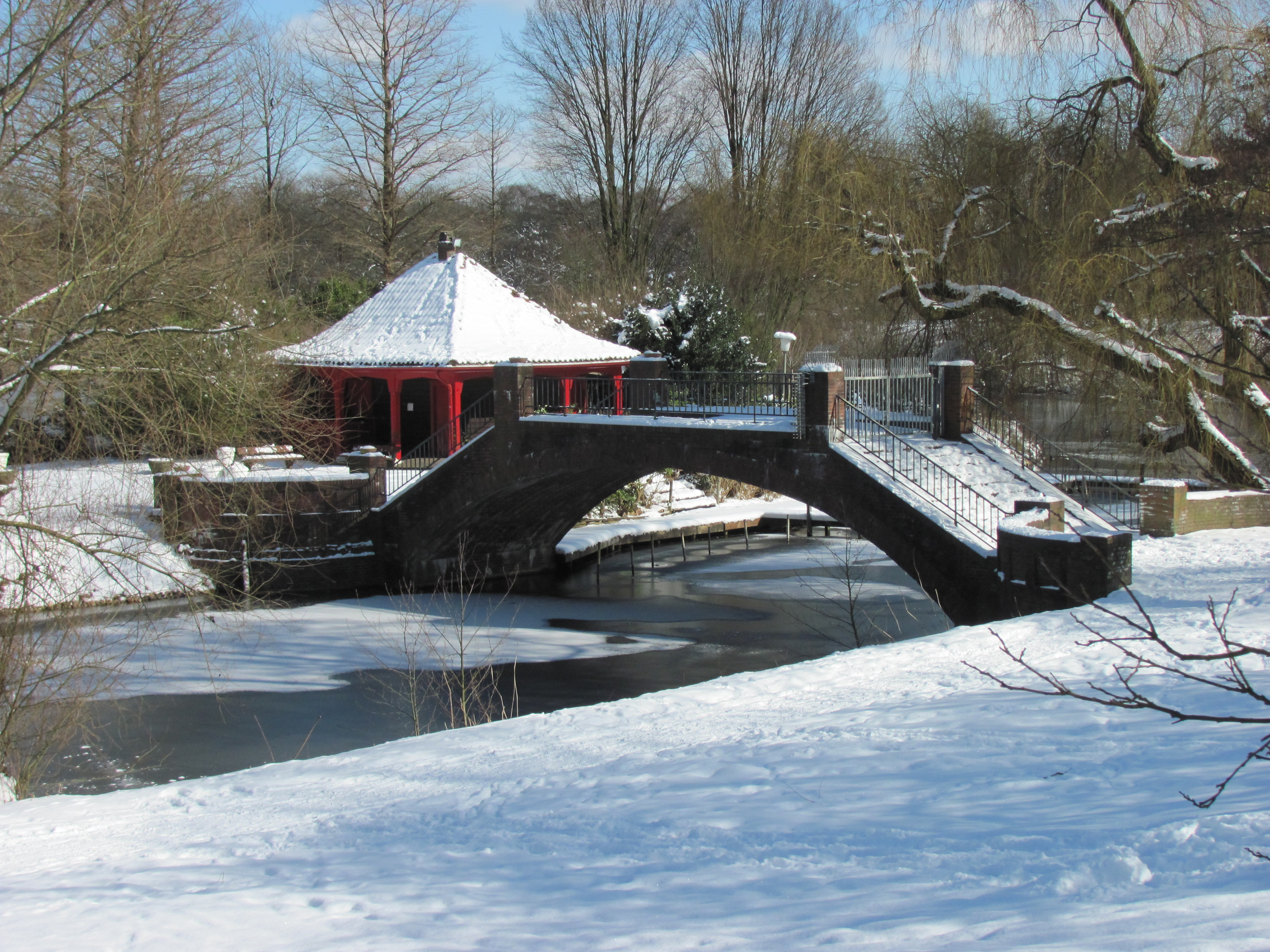
Brücke zur Liebesinsel

Im Stadtpark gibt es ein Leichtathletik-Stadion (Jahnkampfbahn), acht weitere Sportplätze, fünf Spielplätze, zwei Flächen für Beach-Volleyball, ein Planschbecken für Kinder mit anliegendem Spielplatz. An den Stadtparksee grenzt ein Freibad, es gibt ein Luft- und Sonnenbad, einen Grillplatz, einige Wiesen und Wiesenbereiche zum Spielen und Lagern sowie zwei Groß-Schachspiele. Das Planetarium Hamburg und mehrere Gastwirtschaften bieten Verpflegung und Unterhaltung im Stadtpark.
Auf der Freilichtbühne finden mehrmals jährlich Open-Air-Konzerte statt.
Ein Biergarten befindet sich direkt am Freibad Stadtparksee.
Das Planschbecken für Kinder befindet sich in der Mitte des Stadtparks. Es ist 30 bis 40 Zentimeter tief, 3000 Quadratmeter groß. Das Wasser wird durch Einströmdüsen und Abläufe sauber gehalten. Um das Planschbecken verläuft ein breiter Fußweg und ein Lindenring, Bänke sind installiert. Beim Planschbecken gibt es einen Sandspielplatz und Spielgeräte.
Das Modellbootbecken am Südring östlich des Stadtparksees hat einen Durchmesser von 40 Meter und ist an der tiefsten Stelle 70 Zentimeter tief. Das gesamte Becken fasst 625 Kubikmeter. Hier werden ferngesteuerte motorgetriebene Modellboote verschiedener Schiffstypen von Fans des Modellbaus manövriert. Das Becken wurde 1960 an der Stelle der früheren Stadthalle errichtet, 2007 erneuert und hat 1250 Quadratmeter Wasserfläche.
Auf der Liebesinsel am Rande des Stadtparksees werden Boote vermietet. Der Zugang zur Liebesinsel führt über eine 1914 von Fritz Schumacher entworfene Backsteinbrücke. Der Stadtparksee ist direkt mit dem Goldbekkanal verbunden.

### Freizeitnutzung der Festwiese
Die Festwiese ist mit 15 Hektar als Freizeitareal zum Spielen für jedermann angelegt. Sie wurde als „Freiluft-Volkshaus“ (Fritz Schumacher) konzipiert. Lose zusammengefundene Gruppen spielen Fußball und Frisbee.
Auf der Festwiese wurden bereits drei Rockmusikkonzerte veranstaltet:
- 1987 (13. Juni): David Bowie – Glass Spider Tour[36]
- 1989 (16. Juni): Pink Floyd – A Momentary Lapse of Reason Tour
- 2017 (9. September): The Rolling Stones – No Filter Tour

### Wegmarken

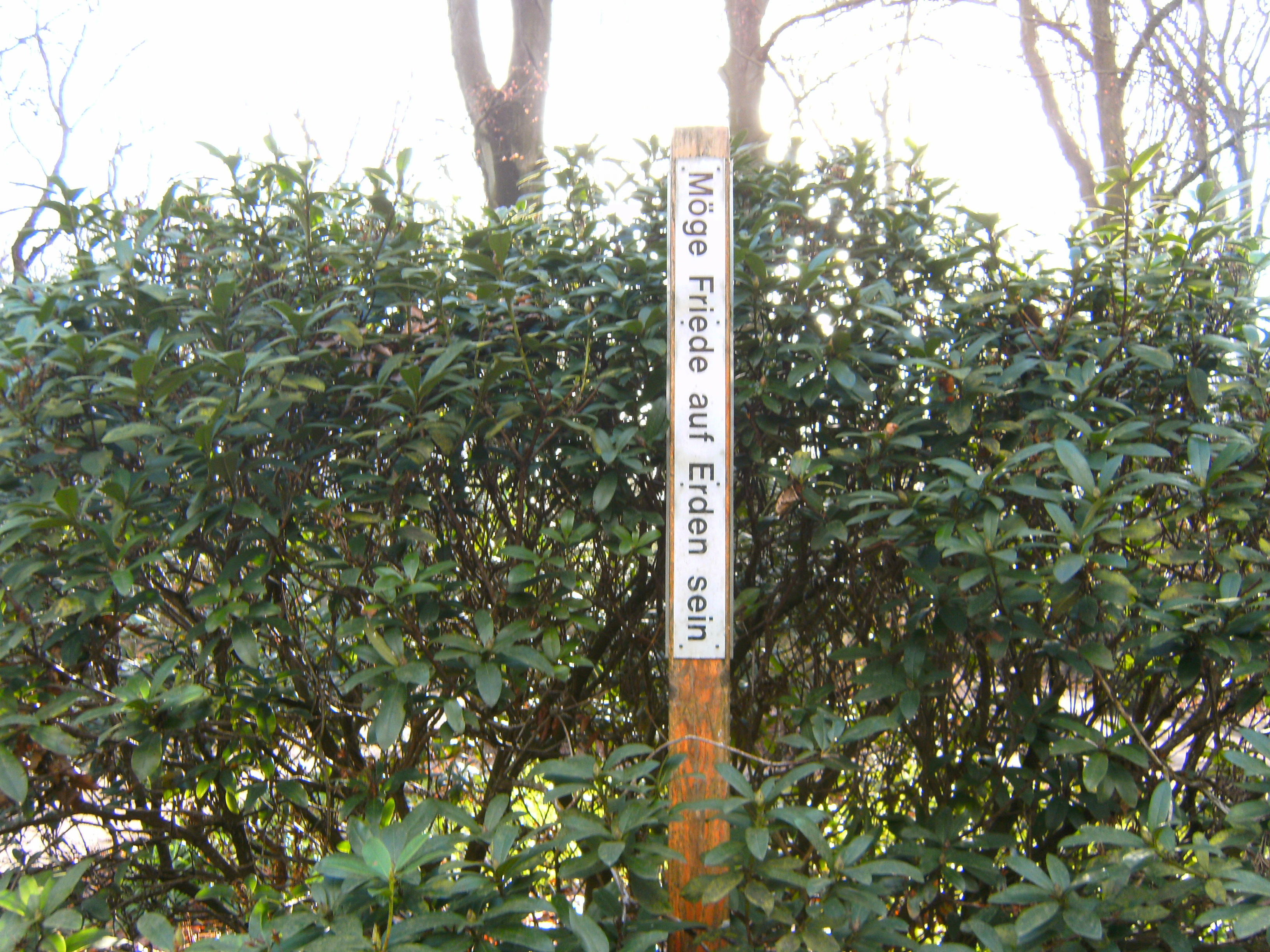
Hamburger Stadtpark: Friedensstele 100 Meter südlich vom Planetarium

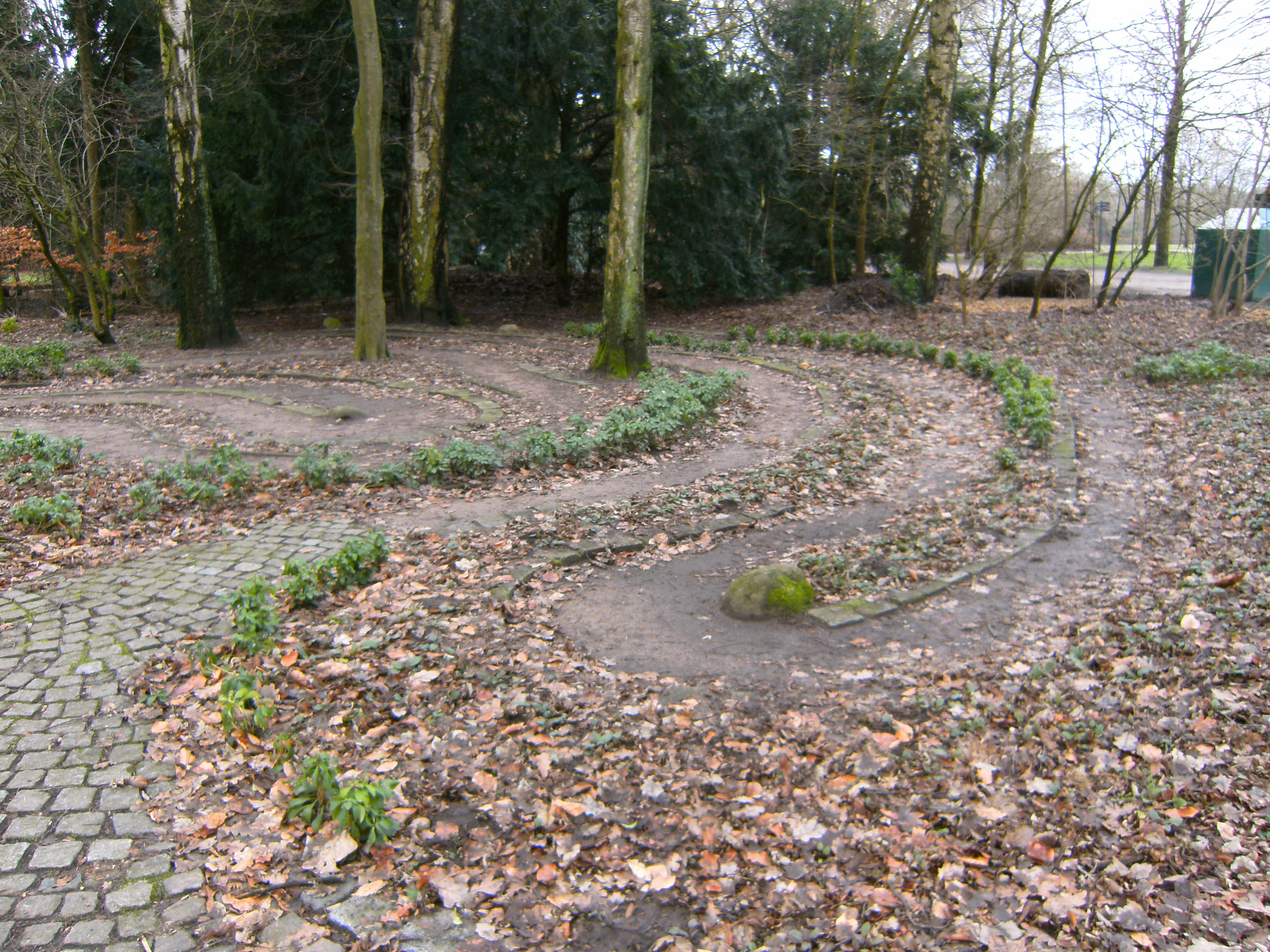
Hamburger Stadtpark: Stein-Labyrinth. Zwischen der Großen Festwiese und dem Landhausweg

Eine Friedensstele mit der senkrechten Aufschrift „Möge Friede auf Erden sein“ befindet sich südlich des Planetariums. Ein Labyrinth aus einer Spirale von mit Steinen begrenzten Wegen ist angelegt hinter dem Minigolfplatz am südlichen Rand der Spielwiese.

### Durchquerung mit dem Fahrrad
Senat und Bürgerschaft stritten 2005 darüber, ob das seit 1957 in allen Grünanlagen Hamburgs verbotene Radfahren zumindest auf den Hauptwegen im Stadtpark erlaubt werden sollte. Wegen Bauarbeiten nahe der Außenalster wurde der Radverkehr durch den Alsterpark umgeleitet, sodass man die betreffende Verordnung änderte und das Radfahren in Grünanlagen grundsätzlich erlaubte.

### Drachensteigen
Außerdem wurde darüber diskutiert, das Steigenlassen von Papierdrachen zukünftig zu erlauben. Beides war jahrelang toleriert worden, seit 2004 wurden jedoch vereinzelt Verwarngelder deswegen erteilt. Im Jahr 2005 wurde das Drachensteigen bedingt erlaubt: Leinenlänge maximal 50 m, Gewicht unter 1 kg, kein Metall am Drachen – wie in einer kleinen Anfrage eines Abgeordneten vom Senat bestätigt wurde. Die Begrenzung der Leinenlänge ist durchaus sinnvoll, da zeitweise die direkte Einflugschneise für den Flughafen Hamburg-Fuhlsbüttel direkt über dem Park verläuft und die Flugzeuge hier nur noch eine geringe Flughöhe haben.

## Regelmäßige Veranstaltungen
Jedes Jahr im September finden an zwei Tagen die Hamburger Stadtparkrennen der Oldtimer statt.

## Ausstellungen
- 13. Juni 2014–23. Februar 2015: Park Pioniere. 100 Jahre Hamburger Stadtpark. Museum für Hamburgische Geschichte.